# كاتي كولين
كاتي كولين (بالإنجليزية: Katie Cullen) هي دراجة بريطانية، ولدت في 20 مايو 1977.

## روابط خارجية
- كاتي كولين على موقع أرشيف الدراجات (الإنجليزية)
- كاتي كولين على موقع إحصائيات الدراجات الإحترافية (الإنجليزية)